# Кавальканти, Алан
Алан Марсело Феррейра Кавальканти (порт. Alan Ferreira Marcelo Cavalcanti; род. 21 июня 1975, Жуан-Песоа) — португальский игрок в пляжный футбол. Выступал за сборную Португалии. Участник 12 чемпионатов мира, где дважды становился чемпионом.

## Биография
Родился в Бразилии, где начал заниматься футболом. В течение двух лет выступал за одну из профессиональных команд. Позднее он получил приглашение защищать цвета сборной Португалии по пляжному футболу, за которую дебютировал в 1998 году. Впервые на чемпионате мира сыграл на турнире 1999 года в Бразилии. В общей сложности участвовал в 12 мундиалях, где дважды завоёвывал золотые медали. На турнире 2001 года он стал лучшим бомбардиром с 10 забитыми голами, а в 2015 году был удостоен «серебряной бутсы». Всего на чемпионатах мира под эгидой ФИФА (с 2005 года) забил 38 голов в 43 матчах.
Завершил выступления за сборную в 2018 году, отыграв в команде почти 20 лет. Всего за сборную провёл более 500 матчей.
На клубном уровне в течение карьеры играл в Португалии за «Спортинг» и «Бенфику», а в Бразилии за «Ботафого» и «Коринтианс». Кроме того Алан защищал цвета российских клубов «Локомотив» и «Крылья Советов», а также итальянских «Кавалиери дел Маре» и «Милана».
После завершения карьеры игрока Алан в сентябре 2021 года был назначен главным тренером женской сборной Португалии по пляжному футболу.
Его сын Диого (род. 2004) также занимается футболом.

## Достижения
Сборная Португалии
- Чемпион мира: 2001, 2015
- Вице-чемпион мира: 1999, 2002, 2005
- Бронзовый призёр чемпионата мира: 2003, 2004, 2007, 2008, 2009
- Победитель Евролиги: 2002, 2007, 2015
- Финалист Евролиги: 2013, 2017
- Победитель Мундиалито: 2018
- Серебряный призёр Мундиалито: 1999, 2001, 2013
- Победитель Кубка Европы: 1998, 2006
- Бронзовый призёр Европейских игр: 2015
- Серебряный призёр Латинского кубка: 1999, 2002, 2003

На клубном уровне
- Чемпион России: 2011 (Крылья Советов)
- Чемпион Италии: 2010 (Милан)
- Победитель Кубка Италии: 2009 (Милан)
- Победитель Суперкубка Италии: 2008 (Кавалиери дел Маре), 2010 (Милан)
- Финалист Клубного Мундиалито: 2011 (Спортинг)

Индивидуальные
- Лучший бомбардир чемпионата мира: 2001
- Обладатель «серебряного мяча» чемпионата мира: 2015
- Лучший бомбардир Евролиги: 2002
- Лучший бомбардир Латинского кубка: 1999
- Лучший бомбардир Кубка Европы: 1998
- Лучший игрок Кубка Европы: 1998
- Лучший игрок Мундиалито: 2013
- Награда за честную игру на Кубке Европы: 2006